# 521 (szám)
Az 521 (római számmal: DXXI) egy természetes szám, prímszám.

## A szám a matematikában
A tízes számrendszerbeli 521-es a kettes számrendszerben 1000001001, a nyolcas számrendszerben 1011, a tizenhatos számrendszerben 209 alakban írható fel.
Az 521 páratlan szám, prímszám. Normálalakban az 5,21 · 102 szorzattal írható fel.
Mersenne-prímkitevő. Pillai-prím.
Az 521 négyzete 271 441, köbe 141 420 761, négyzetgyöke 22,82542, köbgyöke 8,04660, reciproka 0,0019194. Az 521 egység sugarú kör kerülete 3273,53955 egység, területe 852 757,05148 területegység; az 521 egység sugarú gömb térfogata 592 381 898,4 térfogategység.
Az 521 helyen az Euler-függvény helyettesítési értéke 520, a Möbius-függvényé −1.